# Erromenus scaber
Erromenus scaber là một loài tò vò trong họ Ichneumonidae.